# Ersatz-Brigade 204 (Wehrmacht)
Die Ersatz-Brigade 204 war eine deutsche Infanterie-Brigade des Heeres im Zweiten Weltkrieg.

## Brigadegeschichte
Die Ersatz-Brigade 204 (auch Brigade 204) wurde Anfang Juni 1941 im Wehrkreis XVII im Zuge der 16. Aufstellungswelle aufgestellt.
Kurz nach der Aufstellung wurde die Ersatz-Brigade zur Übernahme von Sicherungsaufgaben nach Osten erst in das Generalgouvernement, dann in den baltischen Raum verlegt. Ende 1941 gab die Brigade ein Großteil der Bataillone an die Heeresgruppe Nord ab und die Resttruppenteile Ende April 1942 in die Oberfeldkommandantur 394 (OFK 394, Riga) umbenannt. Die Brigade erreichte im Gegensatz zur Sicherungs-Brigade 201 und 203 niemals Divisionsstatus.
Während die drei anderen im Juni 1941 aufgestellten Ersatz-Brigaden (201, 202, 203) auch formell zu Sicherungs-Brigaden umbenannt wurden, war dies bei der Brigade 204 nicht der Fall.

## Gliederung
- Infanterie-Ersatz-Regiment 605 mit 2 Bataillone jeweils aus Wehrkreis VII und XVIII.
- Infanterie-Ersatz-Regiment 606 mit 2 Bataillone Wehrkreis XVII.
- Infanterie-Ersatz-Regiment 607 mit 2 Bataillone aus Wehrkreis Prag.

## Kommandeur
- Generalmajor Franz Wolfsberger (* 1884): von der Aufstellung bis zur Umbenennung